# 烏耶季涅尼亞島
烏耶季涅尼亞島（俄語：Остров Уединения）是俄羅斯的島嶼，位於喀拉海的中部，由克拉斯諾亞爾斯克邊疆區負責管轄，長18.5公里，面積20平方公里，最高點海拔高度30米，島上無人居住。